# IL Большой Медведицы
IL Большой Медведицы (лат. IL Ursae Majoris) — одиночная переменная звезда в созвездии Большой Медведицы на расстоянии приблизительно 5385 световых лет (около 1651 парсека) от Солнца. Видимая звёздная величина звезды — от +9,79m до +9,44m.

## Характеристики
IL Большой Медведицы — красная пульсирующая полуправильная переменная звезда типа SRB (SRB) спектрального класса M2.